# Kleine majer
De kleine majer (Amaranthus blitum, synoniem: Amaranthus lividus) is een eenjarige plant uit de amarantenfamilie (Amaranthaceae). De soort staat op de Nederlandse Rode Lijst van planten als algemeen voorkomend en stabiel of toegenomen. De plant komt van nature voor in het Middellandse Zeegebied en heeft zich van daaruit over de hele wereld verspreid. Het aantal chromosomen is 2n = 34.
De plant wordt 40-80 cm hoog en heeft een kale, vaak rood aangelopen stengel. Soms zijn de stengels uitgespreid en sterk vertakt, waardoor een mat gevormd wordt. De eironde, 1-6 cm lange en 0,5-4 cm brede bladeren zijn aan de top uitgerand of afgeknot.

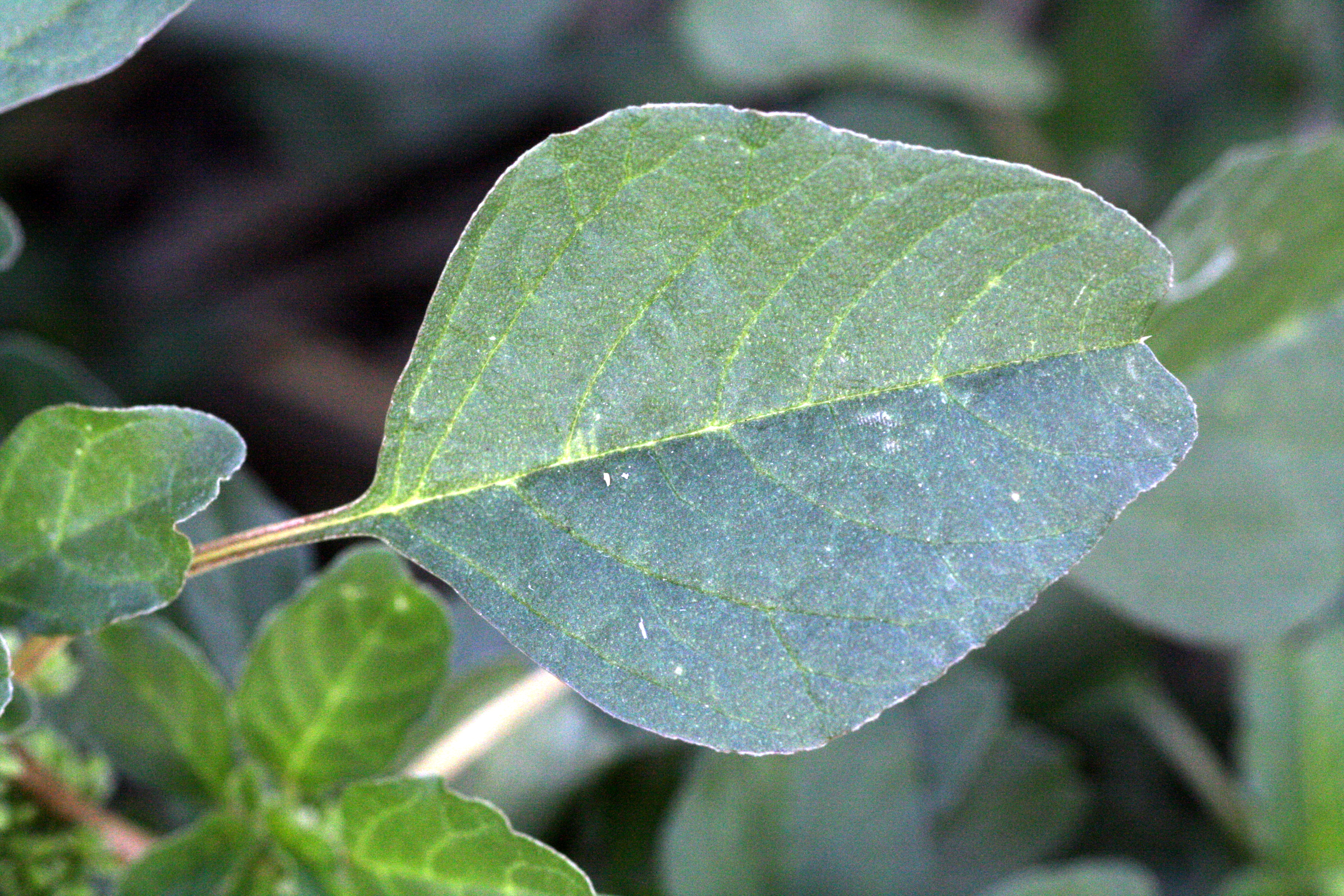
Blad met typerende top

De plant bloeit van juli tot in de herfst met groenachtige, eenslachtige bloemen. De bovenste bloemen vormen een schijnaar zonder bladeren, de middelste bloemkluwens zitten in de oksels van de stengelbladeren. Soms wordt er alleen een schijnaar gevormd. De bloem heeft meestal drie 0,8-1,5 mm lange bloemdekbladen met breedvliezige randen en een iets korter, 0,5 mm lang schutblaadje. De mannelijke bloemen, die meestal aan de top van de schijnaar zitten hebben drie meeldraden. De stijl van de vrouwelijke bloem heeft drie stempels.
De zwarte of roodbruine, 1-1,8 mm grote vrucht is een ruitvormig-ellipsvormig, afgeplat, zwak rimpelig, openspringend (dehiscent) nootje met een spitse top dat geen groene nerven heeft. Het zaad vult het grootste deel van het nootje.
De kleine majer komt voor op droge, matig voedselrijke grond in tuinen, akkerland en tussen straatstenen.

## Gebruik
De kleine majer is een archeofyt. Hij werd al in de bronstijd als een soort spinazie gegeten. Theophrastus noemde de groente bliton of blitum, in Capitulare de Villis van Karel de Grote wordt de plant blidas genoemd. Vanwege de veel arbeid vragende oogst en de geringe kwaliteit werd de kleine majer in de zestiende eeuw in Europa verdrongen door spinazie. In een land als Mozambique wordt hij nog veel als groente genuttigd. De plant is rijk aan ascorbinezuur, foliumzuur, caroteen en calcium.

## Namen in andere talen
- Duits: Aufsteigender Fuchsschwanz
- Engels: Purple Amaranth, Guernsey Pigweed
- Frans: Amarante Blette
- Nieuwgrieks: βλήτα (vlita)